# 福爾戈蘭
48°3′8″N 22°57′26″E / 48.05222°N 22.95722°E
福爾戈蘭（烏克蘭語：Форголань），是烏克蘭西部的村莊，隸屬外喀爾巴阡州的貝雷霍韋區。該村始建於1932年，面積3.84平方公里，海拔高度123米，2001年人口890，人口密度每平方公里231.77人。